# 扎日南木错
扎日南木错（藏語：བཀྲ་རི་གནམ་མཚོ་，威利转写：bkra ri gnam mtsho，THL：Trari Namtso，藏语拼音：Zhari Namco），又名塔热错，是一个咸水湖，大部分位于中国西藏阿里地区措勤县，东南一隅属日喀则地区昂仁县，介于北纬30度44分~31度05分、东经85度20分~85度54分，地属羌塘高原。
扎日南木错湖水主要依赖降水和冰雪融水补给，有措勤藏布、达龙藏布等河流流入。